# Saint-Bonnet-près-Bort
Saint-Bonnet-près-Bort is een gemeente in het Franse departement Corrèze (regio Nouvelle-Aquitaine) en telt 165 inwoners (1999). De plaats maakt deel uit van het arrondissement Ussel.

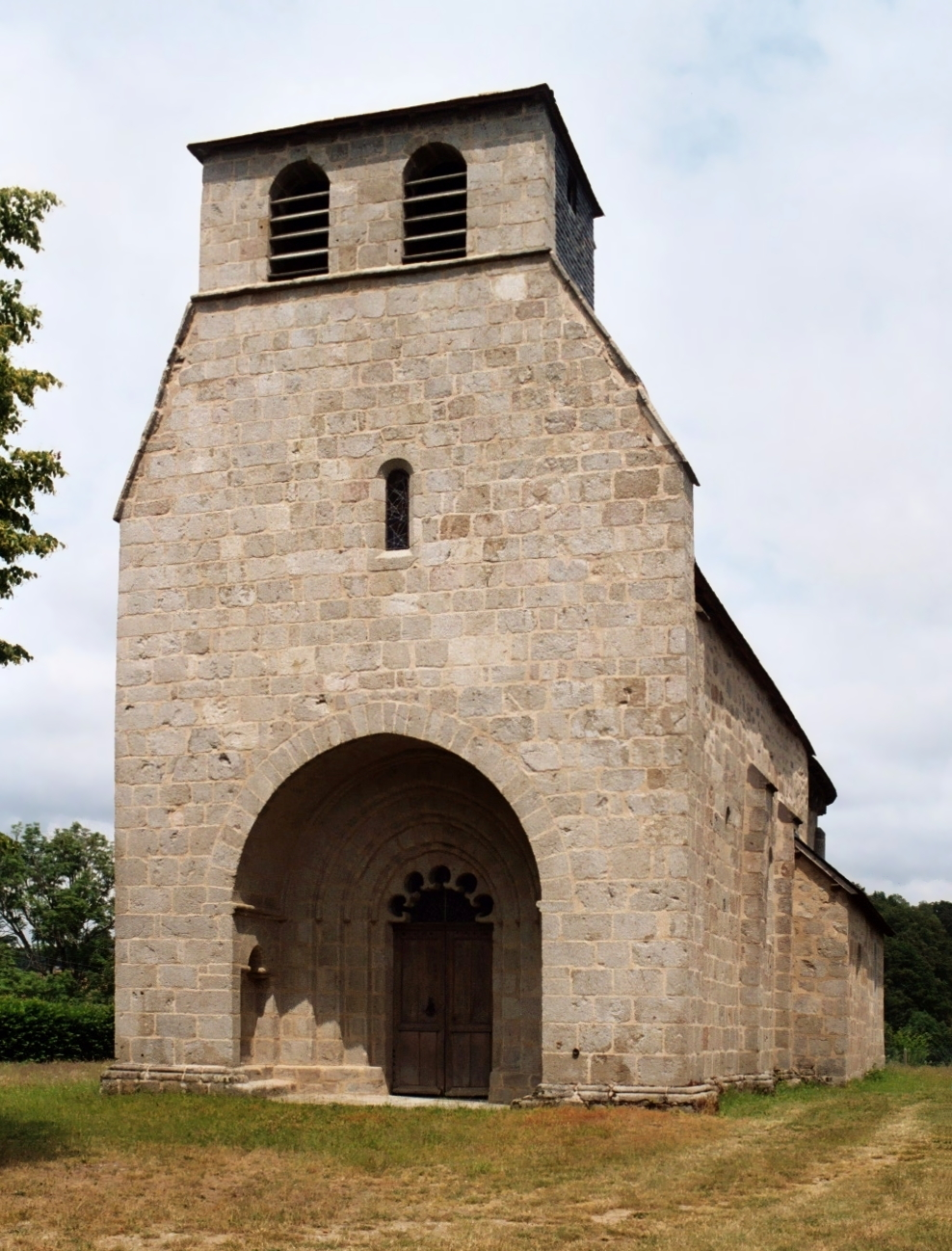
Kerk van Saint-Bonnet-près-Bort

## Geografie
De oppervlakte van Saint-Bonnet-près-Bort bedraagt 17,6 km², de bevolkingsdichtheid is 9,4 inwoners per km².
De onderstaande kaart toont de ligging van Saint-Bonnet-près-Bort met de belangrijkste infrastructuur en aangrenzende gemeenten.

## Demografie
Onderstaande figuur toont het verloop van het inwonertal (bron: INSEE-tellingen).